# Ho scelto me
Ho scelto me è un singolo del rapper italiano Rocco Hunt, pubblicato il 17 ottobre 2014 come unico estratto dalla riedizione del secondo album in studio 'A verità.

## Video musicale
Il video, diretto da Antonio Usbergo e Niccolò Celaia, è stato pubblicato il 7 novembre 2014 sul canale YouTube del cantante.

## Tracce
1. Ho scelto me – 3:35